# In a Time of Blood and Fire
In a Time of Blood and Fire è l'album di debutto del gruppo svedese Nocturnal Rites, pubblicato nel 1995 dalla Megarock Records.

## Tracce
1. Sword of Steel – 3:21
2. Skyline Flame – 5:30
3. Black Death – 4:08
4. In a Time of Blood and Fire – 5:01
5. Dawnspell – 5:38
6. Lay of Ennui – 5:02
7. Winds of Death – 4:17
8. Rest in Peace – 3:37
9. Dragonisle – 6:53

Traccia bonus presente nell'edizione giapponese
1. Lay of Ennui (Demo) – 5:20

## Formazione
- Anders Zackrisson - voce
- Fredrik Mannberg - chitarra
- Mikael Söderström - chitarra
- Nils Eriksson - basso
- Ulf Andersson - batteria

### Altri musicisti
- Mattias Bernhardsson - tastiere